# جلاد اليورانيوم
جلاد اليورانيوم (بالإنجليزية: Uranium dermatosis)‏ هي حالةٌ جلدية، تتميز بحدوث التهابٍ جلدي تماسي تهيجي وحروقاتٍ في الجلد؛ بسبب التعرض لليورانيوم.